# 주선회
주선회(周善會, 1946년 2월 21일 ~ )는 대한민국 헌법재판관, 헌법재판소장 권한대행을 역임한 법조인이다. 본관은 상주이며, 경상남도 함안 출신이다.

## 약력
1965년 마산상업고등학교를 졸업하고, 1969년 고려대학교 법과대학 졸업하였으며 같은 해 제10회 사법시험에 합격하였다. 1970년에 서울대학교 사법대학원을 졸업하고 1971년부터 1974년까지 육군법무관으로 병역을 마친 다음, 1974년 대구지검 검사를 시작으로, 1976년 대구지검 경주지청 검사, 1978년 부산지검 검사, 1979년 법무부 법무과 검사, 1981년 서울지검 검사를 맡았다. 이후 유학길에 올라 1982년 미국 하버드 로스쿨 법학석사(LLM) 학위를 취득하고, 1983년 법무연수원 연구관, 1985년 마산지검 부장검사, 1986년 부산지검 공안부장, 1988년 대검찰청 공안 제1과장, 1989년 법무부 국제법무심의관, 1991년 서울지검 형사 제2부장검사, 1992년 창원지검 차장검사, 1993년 부산지검 울산지청장, 1993년 서울지검 제3차장검사, 1994년 부산고검 차장검사, 1995년 대검찰청 감찰부장, 1997년 대검찰청 공안부장, 1998년 청주지검 검사장, 1999년 울산지검 검사장, 광주고검 검사장, 2000년 법무연수원장 등 검찰직을 두루 거친 뒤, 2001년 헌법재판소 재판관에 임명되었다.